# Chiesa di San Dalmazio (Serramazzoni)
La chiesa di San Dalmazio, o in modo più esteso chiesa di San Dalmazio Vescovo, è la parrocchiale patronale di San Dalmazio, frazione del comune italiano di Serramazzoni, in provincia di Modena. Appartiene al vicariato di Serramazzoni nell'arcidiocesi di Modena-Nonantola. Il luogo di culto risale al XII secolo.

## Storia

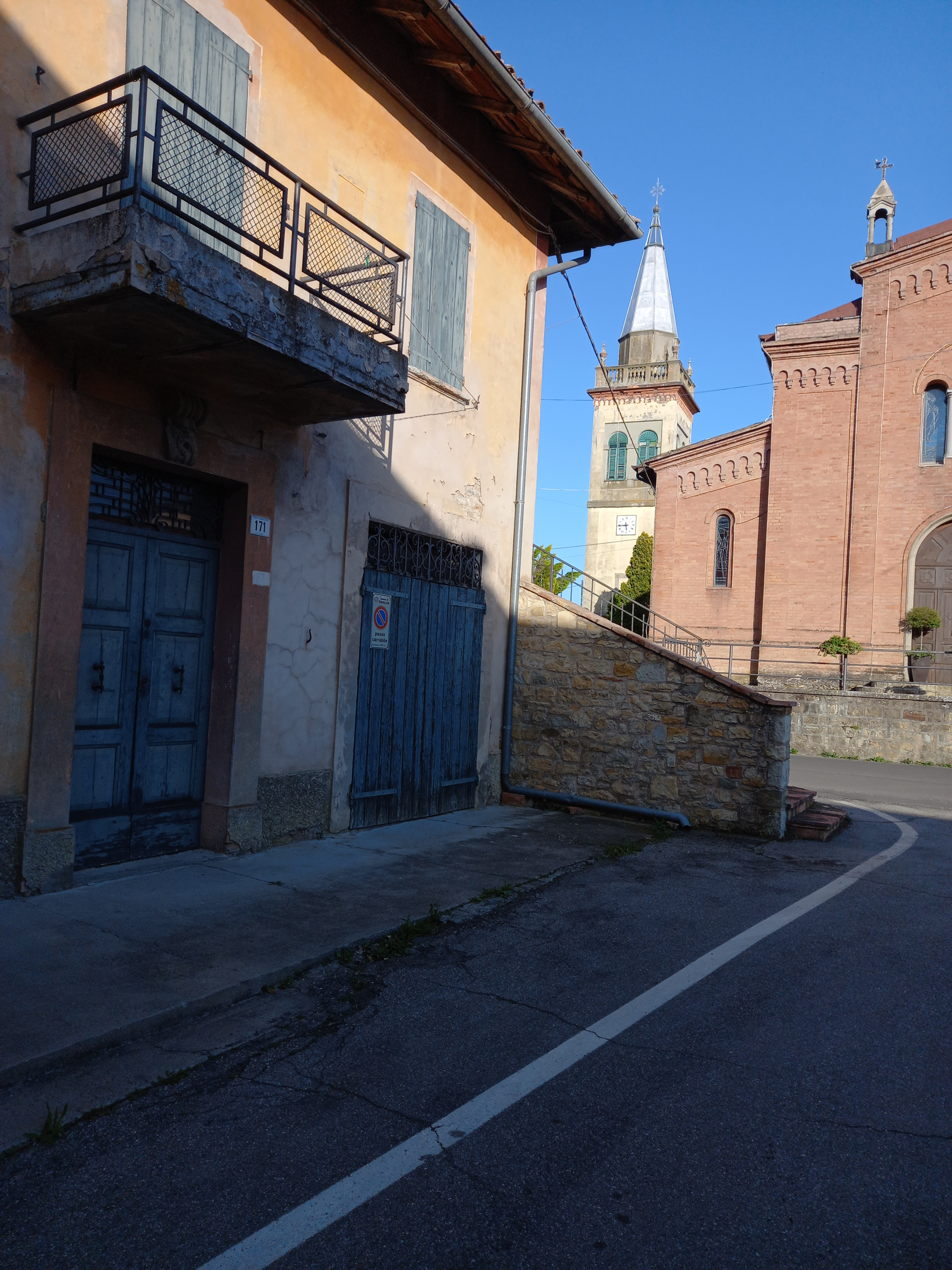
Scorcio della chiesa nell'abitato di San Dalmazio, Serramazzoni

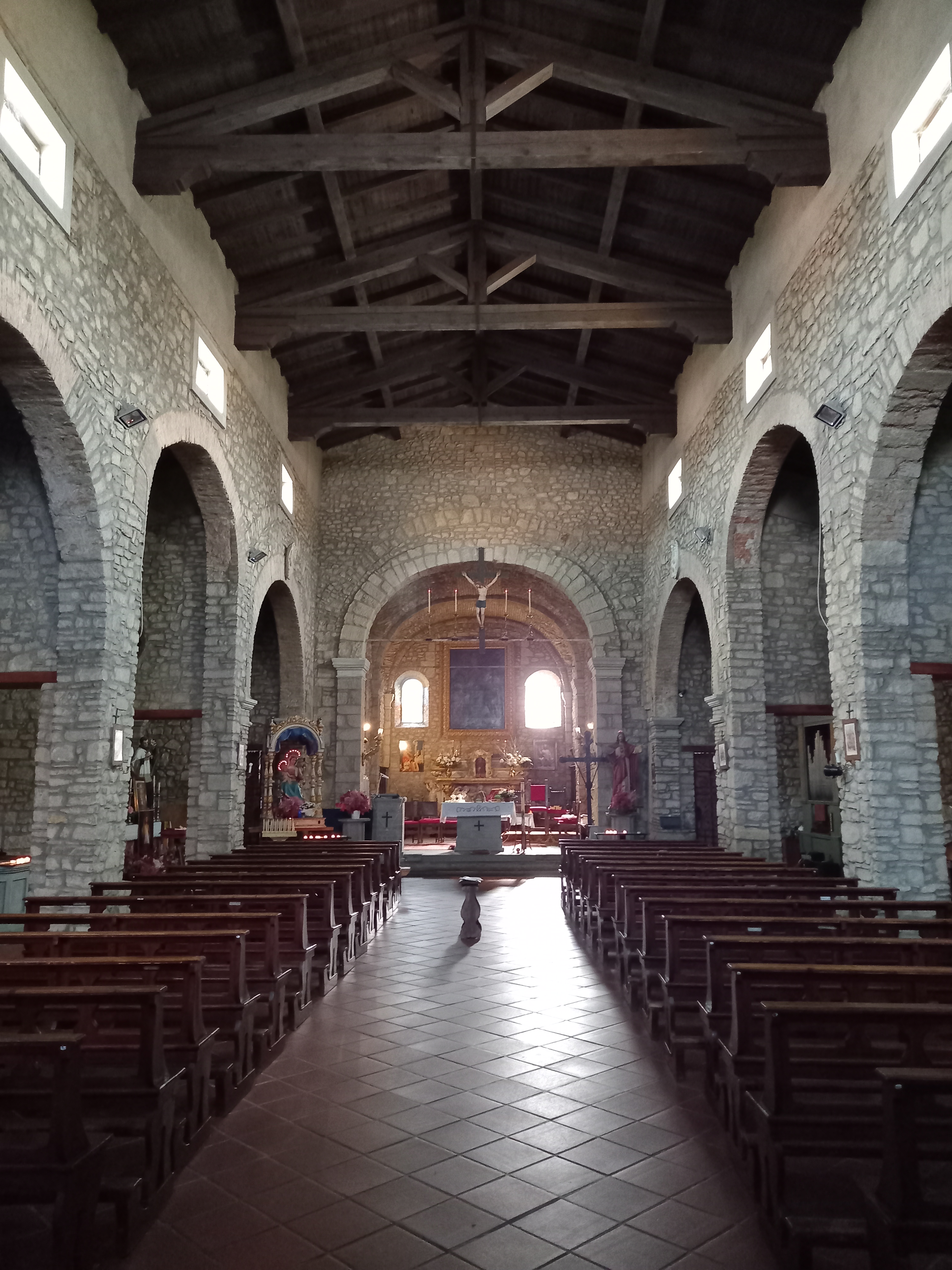
Interno della chiesa

La chiesa primitiva vene citata tra le chiese del modenese già dal XIII secolo, inizialmente come dipendente dalla pieve di Coscogno, ora frazione di Pavullo nel Frignano, e dal 1568 affiliata all'abbazia di Nonantola. Origini certe della costruzione non sono note, anche se tracce del primo edificio sembrano trovarsi nelle strutture divenute nel tempo le sacrestie poste accanto al presbiterio, che conservano incise le date 1516 e 1578. Prima della metà del XVIII secolo il luogo di culto fu oggetto di un intervento di ristrutturazione ed ampliamento, che lo portò dalle dimensioni di un piccolo oratorio in stile romanico a quelle di una chiesa, completata con una nuova sagrestia, il campanile e la canonica. Un nuovo ampliamento venne realizzato dopo la prima guerra mondiale, tra il 1925 e il 1930. Venne allungata con una nuova facciata e l'arretramento della parte presbiteriale. In tale occasione venne sostituita la pavimentazione interna, fu restaurata la torre campanaria e venne sistemato il sagrato. L'aspetto recente dell'interno è dovuto ai lavori che vennero realizzati nella seconda metà del XX secolo.

## Descrizione

### Esterni
La chiesa si trova nell'abitato di San Dalmazio, frazione di Serramazzoni in provincia di Modena. Presenta orientamento tradizionale verso est ed è posta in posizione leggermente elevata. La facciata a salienti è in mattoni di laterizio a vista ed è ripartita in cinque settori. Il settore centrale è il più sviluppato e vi si trova il portale di accesso con arco a tutto sesto, sovrastato in asse dalla grande finestra a trifora. La torre campanaria si alza in posizione isolata ed arretrata sulla sinistra e la sua cella si apre con quattro finestre a bifora. La copertura del tetto è in coppi di laterizio.

### Interni
La navata interna è unica ed ampliata da cappelle laterali che comunicano tra loro. Ai lati del presbiterio, leggermente rialzato, vi sono gli accessi alla due sagrestie, la vecchia e la nuova. L'adeguamento liturgico del presbiterio è stato realizzato tra il 1980 e il 2000 ed ha conservato l'altare originario in scagliola stuccato ed il tabernacolo.